# 卡塔申
48°18′57″N 29°16′28″E / 48.31583°N 29.27444°E
卡塔申（烏克蘭語：Каташин），是烏克蘭的村落，位於該國西南部文尼察州，由海辛區負責管轄，始建於1500年，面積2.47平方公里，2001年人口793，人口密度每平方公里321.05人。